# Anquetierville
Anquetierville är en kommun i departementet Seine-Maritime i regionen Normandie i norra Frankrike. Kommunen ligger i kantonen Caudebec-en-Caux som tillhör arrondissementet Rouen. År 2022 hade Anquetierville 329 invånare.

## Befolkningsutveckling
Antalet invånare i kommunen Anquetierville
| Referens: INSEE |